# Brevicornu auctum
Brevicornu auctum är en tvåvingeart som beskrevs av Ostroverkhova 1979. Brevicornu auctum ingår i släktet Brevicornu och familjen svampmyggor. Inga underarter finns listade i Catalogue of Life.